# Gare Parc
Pour les articles homonymes, voir Parc (homonymie).
La gare Parc est une gare ferroviaire située sur la ligne Saint-Jérôme du réseau de train de banlieue de Montréal. Située dans le quartier montréalais Parc-Extension de l'arrondissement Villeray–Saint-Michel–Parc-Extension, elle est exploitée par Exo. De l'ouverture de la première gare en 1931 jusqu'en 1983, une gare située au même emplacement porte le nom de Gare Park Avenue (la désignation « Gare Jean-Talon » n’ayant jamais été officielle).
Avec 874 900 entrées en 2009, la gare Parc constitue la gare la plus importante de la ligne Saint-Jérôme. Toutefois, son achalandage connaît une forte baisse depuis la mise en service de la gare de la Concorde en 2007. La nouvelle gare est mise en service lors de l'inauguration de la ligne Montréal/Blainville le 12 mai 1997 sous le nom de la gare Jean-Talon, un terminus à cette époque. Aujourd'hui encore, la gare constitue le terminus sud de la ligne pour tous les trajets hors des heures de pointe.

## Histoire

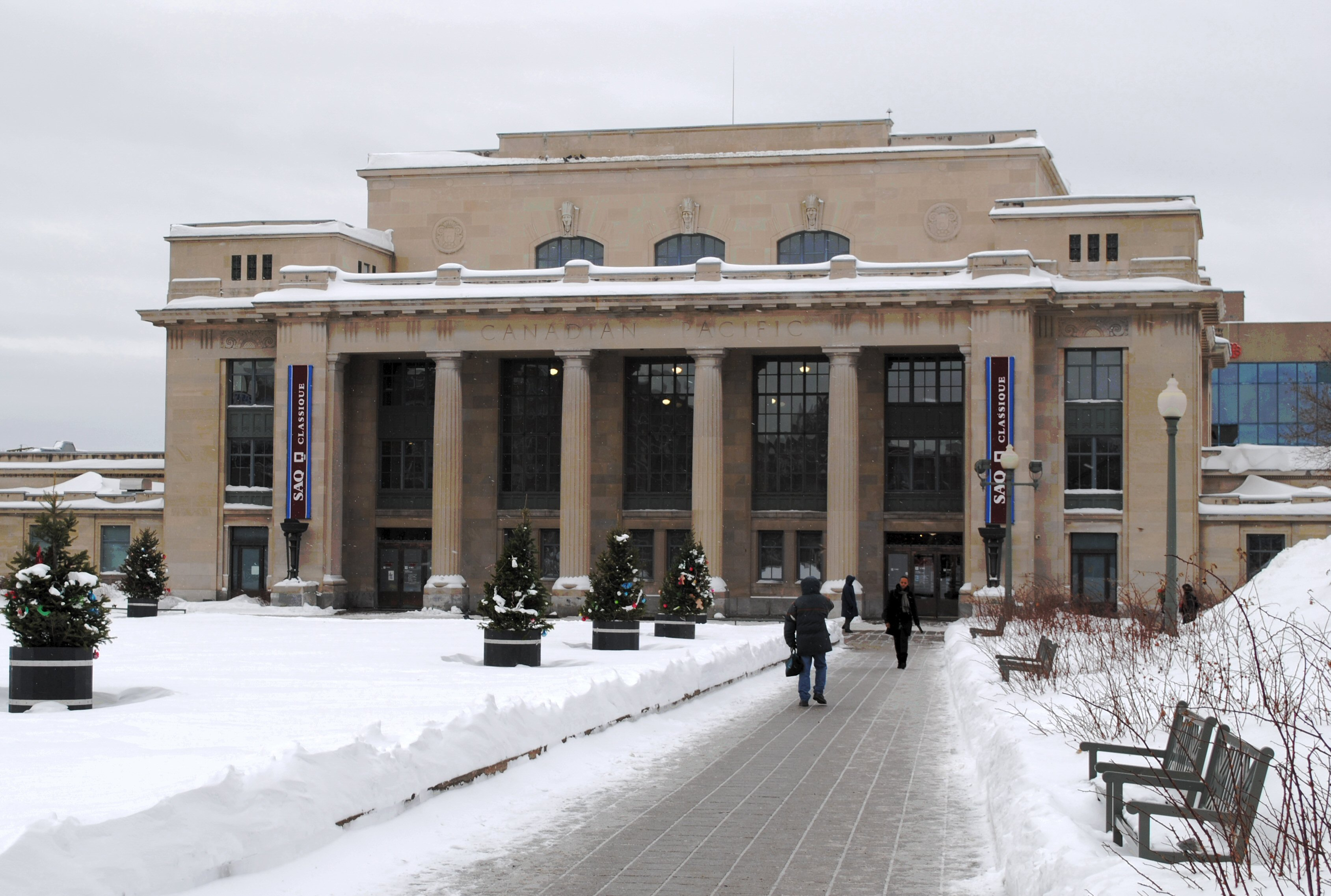
Ancienne gare Jean-Talon du Canadien Pacifique.

La gare Parc autrefois connue sous le nom de Gare Park Avenue a été conçue par l’architecte Colin Drewitt. Inaugurée en 1931 en présence du maire de Montréal de l’époque, Camilien Houde, la gare Jean-Talon remplace celle qui était située au coin du boulevard Saint-Laurent et de l'avenue Bernard, la gare Mile-End. À l’époque, tous les trains en direction de Québec, Ottawa et des Laurentides, dont le légendaire P'tit Train du Nord, passaient par la gare Jean-Talon. Cet important point de passage vers d’autres régions a permis à la gare d’accueillir des personnages importants, dont le premier ministre du Canada Mackenzie King en 1939, lors de la visite royale du roi Georges VI et de la reine consort Elisabeth.
À son ouverture, la gare Park Avenue offrait trois voies à quai autour de deux quais. Un passage souterrain menait aux quais. Fait intéressant, les voies à quai de la gare étaient situés à l’ouest de l’alignement des voies principales, ce qui permettait de ne pas interrompre la circulation quand un train de voyageurs était en gare. Les quais de l’actuelle gare de banlieue sont cependant situés de part et d’autre des voies principales; l’emplacement des anciens quais est maintenant occupé par un stationnement. La gare offrait aux voyageurs divers services comme un barbier, une tabagie et un restaurant léger. Les étages supérieurs étaient occupés par des bureaux administratifs du Canadien Pacifique (CP).

La gare en 1936.

Jusqu’au début des années 50, la gare Park Avenue est un carrefour important pour les voyageurs. Avec la fermeture de la gare Viger en 1951, elle connaît un brusque déclin au cours des années 60 pour finalement être fermée en 1983 par le CP à la suite du changement de terminus des trains desservant Québec via Trois-Rivières de la Gare Windsor vers la Gare Centrale via le tunnel Mont-Royal du Canadien National (CN), car la gestion des trains de passagers a été allouée en 1977 à la compagnie Via Rail, ce qui lui permettait de circuler à la fois sur le CN et le CP et ainsi de consolider tous les trains intercités à la Gare Centrale.
La même année (1983), la ville de Montréal en fera l’acquisition et cèdera une partie de l’édifice à la Communauté urbaine de Montréal pour la construction de la station de métro Parc et la réouverture de la gare Park Avenue en 1997 pour ligne Saint-Jérôme de l'Agence métropolitaine de transport (AMT). En 2000, l'AMT modifie le nom de la gare pour gare Parc (d'après l'avenue du Parc) afin que la gare et la station métro portent le même nom.

## Correspondances

### Métro de Montréal
Une correspondance s'effectue avec la ligne bleue du métro de Montréal via la station Parc.

### Autobus

#### Société de transport de Montréal[2]
| Circuit | Destinations                        | Tracé | Horaires |
| ------- | ----------------------------------- | ----- | -------- |
| 16      | Graham                              | Tracé | Horaires |
| 80      | Av. du Parc                         | Tracé | Horaires |
| 92      | Jean-Talon Ouest                    | Tracé | Horaires |
| 93      | Jean-Talon                          | Tracé | Horaires |
| 435     | 435 Express Du Parc/Côte-des-Neiges | Tracé | Horaires |